# Hertog Jan Grand Prestige
Hertog Jan Grand Prestige is een Nederlands bier van hoge gisting. Het bier wordt gebrouwen in de Hertog Jan Brouwerij (onderdeel van AB InBev) te Arcen.

## Achtergrond
Het bier wordt gebrouwen sinds 1982. Aanvankelijk had het de naam Magnus Grand Prestige, daarna Arcener Grand Prestige en minimaal vanaf 1993 Hertog Jan Grand Prestige.
Zoals bij alle bieren van Hertog Jan staat onderaan het etiket: "Gebrouwen ter ere van Hertog Jan van Brabant (1252-1294)".

## Het bier
Hertog Jan Grand Prestige is een roodbruin bier met een alcoholpercentage van 10%. Het wordt omschreven als een gerstewijn en heeft een densiteit van 22° Plato. Aan het bier wordt kleurstof toegevoegd: E150c (Ammoniakkaramel).

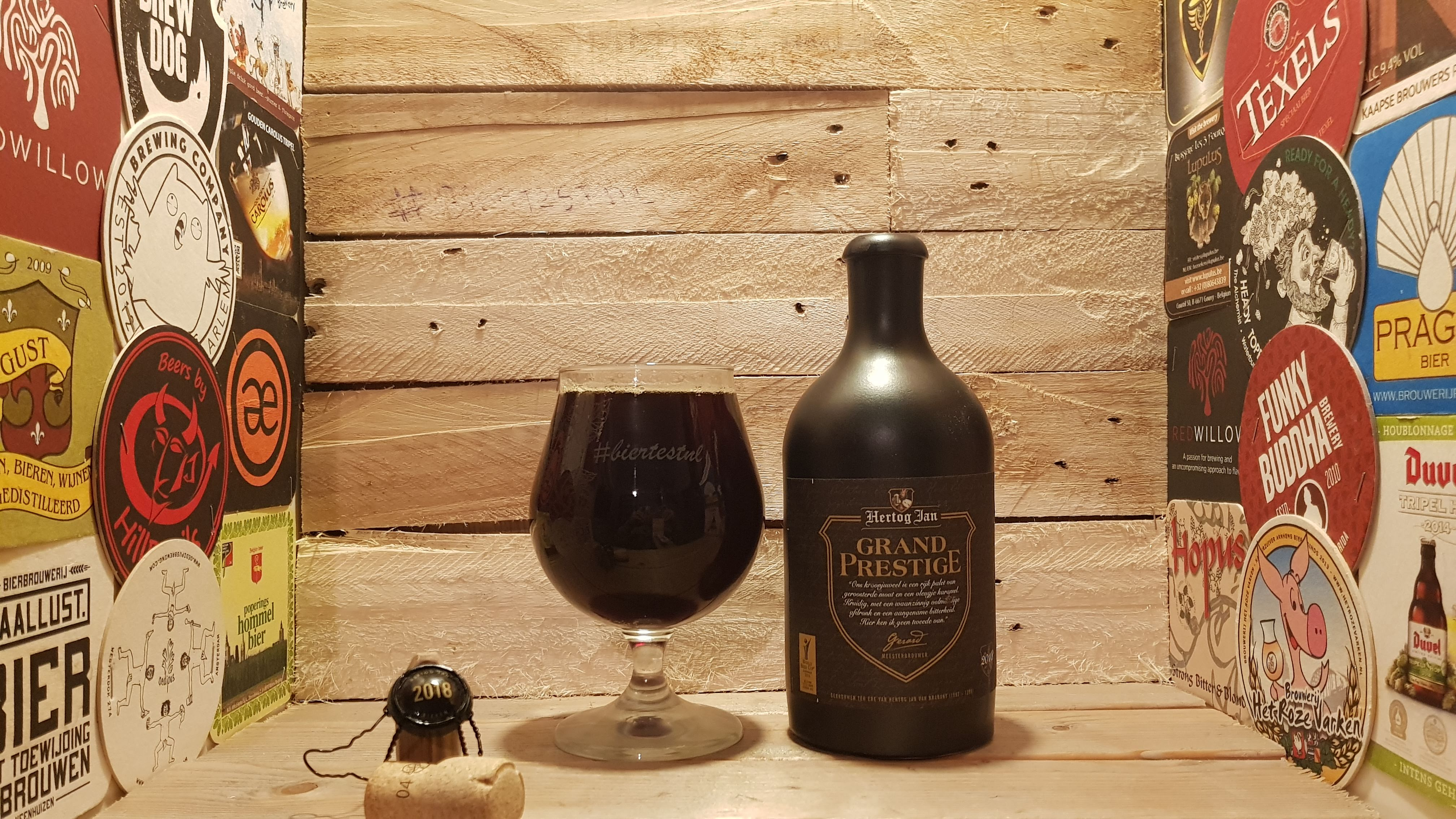
Kruik (2018) Hertog Jan Grand Prestige uitgeschonken
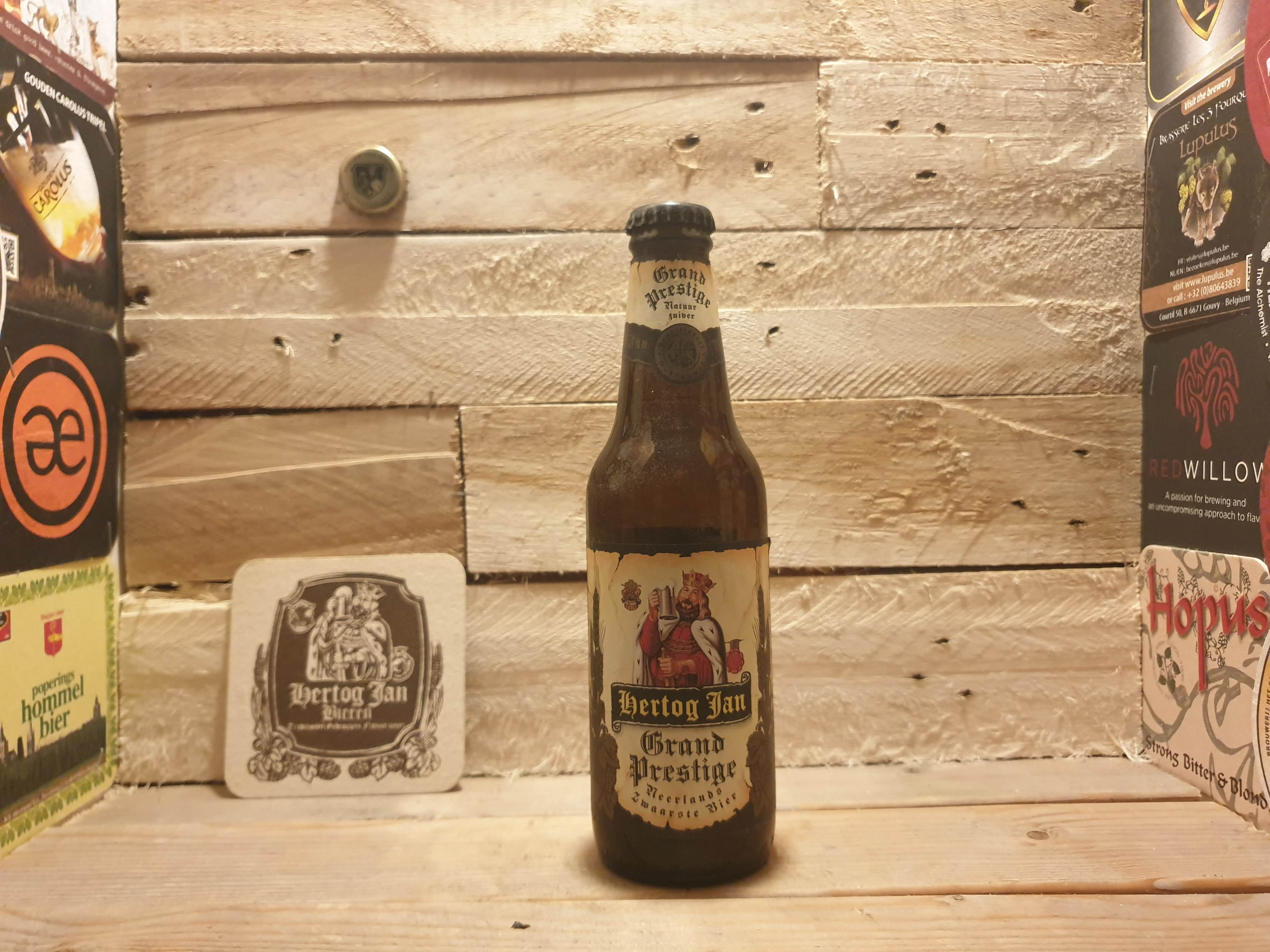
Een ouder flesje van de Grand Prestige
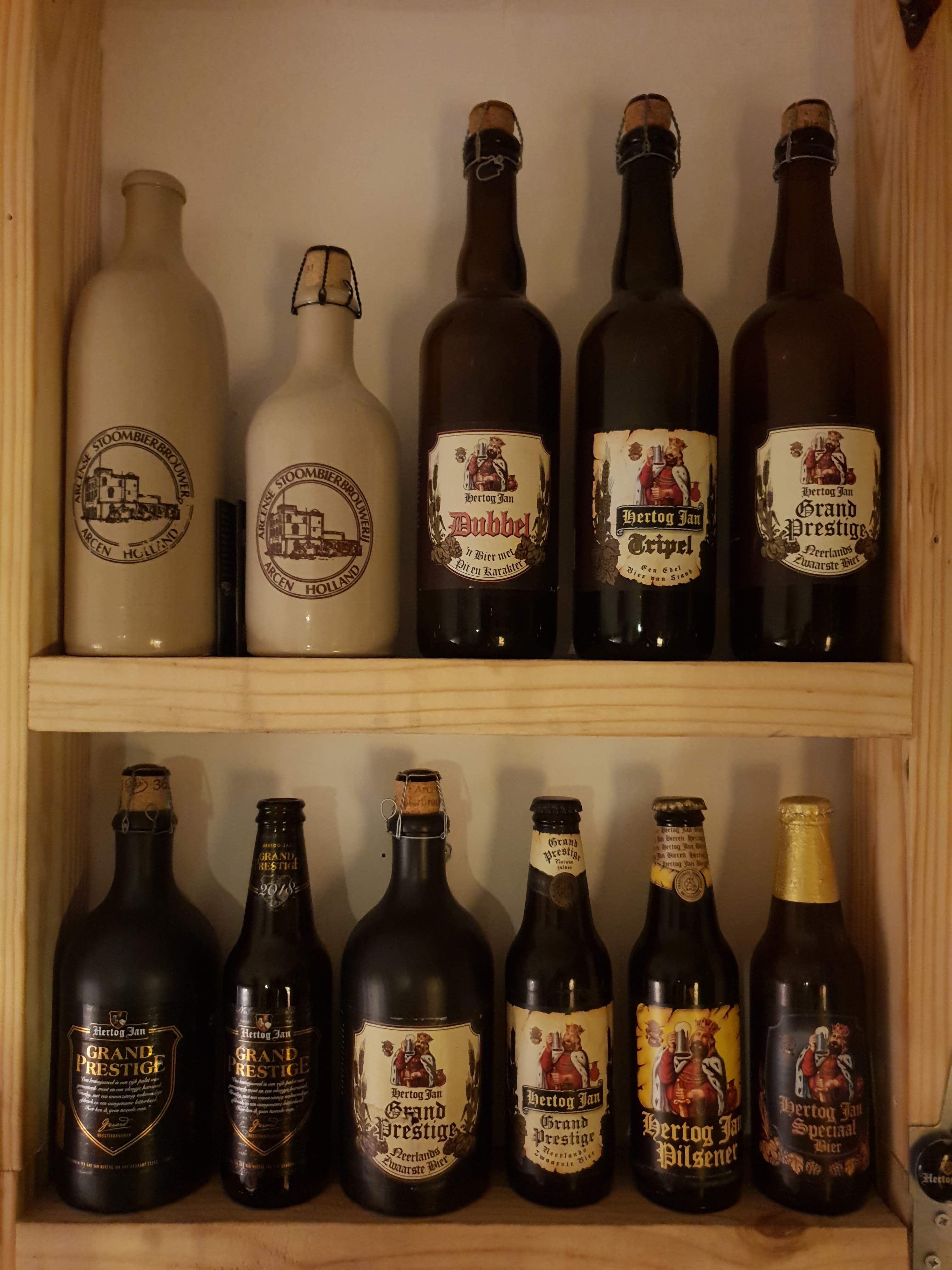
Diverse Hertog Jan Grand prestige flessen en kruikjes
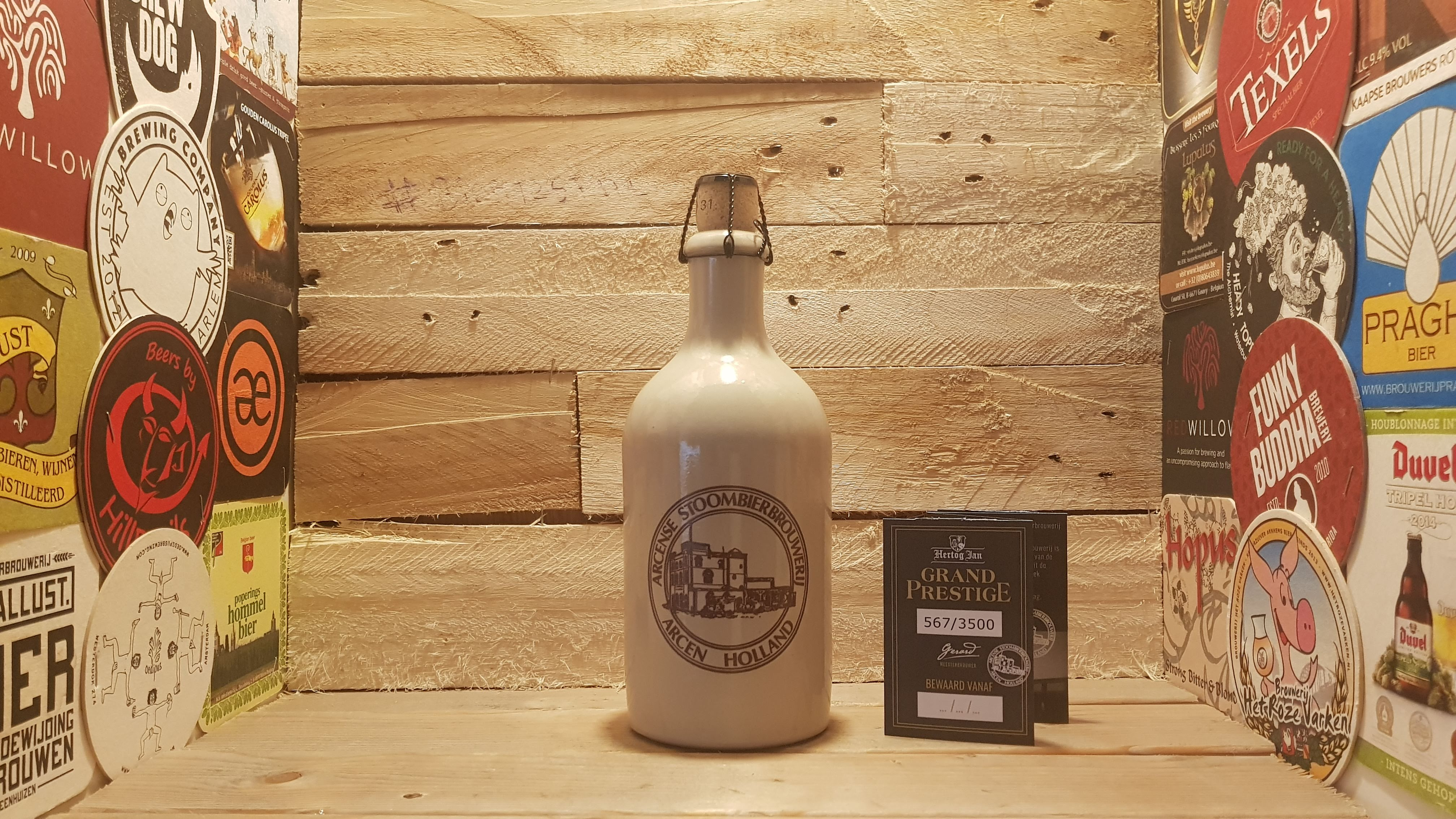
Speciale uitgave 2019 Grand Prestige Dag Arcen

## Onderscheidingen
- In 2010 kreeg Hertog Jan Grand Prestige 2 sterren op de Superior Taste Awards.[2]
- World Beer Cup 2012 Bronzen medaille voor Hertog Jan Grand Prestige in de categorie Belgian-Style Dark Strong Ale.
- World Beer Cup 2014 Gouden medaille voor Hertog Jan Grand Prestige in de categorie Belgian-Style Dark Strong Ale.